# Le Chapeau de Mitterrand
Pour plus de détails, voir Fiche technique et Distribution.
Le Chapeau de Mitterrand est un téléfilm français écrit et réalisé par Robin Davis, d'après le roman d'Antoine Laurain publié aux éditions Flammarion (2012) et diffusé le 6 janvier 2016 sur France 2. Il avait été diffusé en avant-première au Festival du film de télévision de Dinard, en novembre 2015. 

## Synopsis
Un jour de 1986, François Mitterrand oublie son feutre noir (à ses initiales) dans un restaurant lyonnais. Daniel Mercier, jeune cadre qui vient de se faire réprimander par son supérieur, qui juge que le projet d'informatisation de son entreprise est stupide, le subtilise pour se changer les idées. C'est alors sa vie entière qui s'en trouver bouleversée…

## Fiche technique
- Titre original : Le Chapeau de Mitterrand
- Réalisation : Robin Davis
- Scénario, adaptation et dialogues : Robin Davis et Antoine Laurain, d'après son roman éponyme
- Décors : Audric Kaloustian
- Costumes : Marie Jagou
- Photographie : Jérôme Portheault ( Laurent Dailland pour les sequences Venise )
- Son : Eric Masson
- Montage : Régine Leclerc
- Musique : Vladimir Cosma
- Production : 	Jacques Nahum et Dominique Ambiel
- Sociétés de production : JNP France Films et A Prime Group
- Société de distribution : France télévision
- Pays d'origine : France
- Lieu de tournage : Lyon
- Langue originale : français
- Format : couleur - 2.39 : 1
- Genre : comédie dramatique
- Durée : 90 minutes
- Dates de diffusion :  6 janvier 2016

## Distribution
- Roland Giraud : Pierre Aslan
- Frédéric Diefenthal : Daniel Mercier
- Michel Leeb : Bernard Lavallière
- Frédérique Bel : Fanny Marquant
- Laurent Claret : François Mitterrand
- Fabrice Deville : Édouard
- Gaëlle Bona : Véronique Mercier
- Jacques Boudet : le président Desmoines
- Alain Blazquez : Paul Lefort
- Anne Jacquemin : Esther Kerwitcz
- Marie-Armelle Deguy : Charlotte Lavallière
- Christophe Tourrette : Homme Guermain
- Christian Scelles : Clément Boissart
- Milo Clary : Jérôme Mercier
- Venantino Venantini : Le serveur du restaurant à Venise
- Karl-William Mbaka : Le chef de la bande de jeunes

## Tournage
Le téléfilm a été tourné à Lyon, notamment dans les locaux de France 3, du 4 août au 9 septembre 2014,. Quelques prises de vue ont également été faites à Venise, mais les personnages ne s'y trouvent pas réellement (incrustation du jeu des acteurs par matte painting et compositing - source : générique).
L'action est censée se dérouler sous le mandat présidentiel de François Mitterrand. Pourtant, on distingue sans peine tout au long du film des équipements, des lieux et des décors datant des années 2000 et 2010 (trains, voitures, bâtiments)...

## Accueil critique
Télé Loisirs parle de « franche réussite tant au niveau du scénario que de la réalisation », saluant en particulier les prestations de Frédérique Bel et Michel Leeb. Le Parisien parle de téléfilm qui « fait du bien » où l'on croise une « galerie de personnages attachants ». Télé Star est plus critique estimant que « Le livre [...] d'Antoine Laurain aurait mérité mieux », indiquant que l'adaptation « transforme le joli conte mitterrandien en une piteuse farce [...] mal dirigée ».

## Audience
Lors de sa diffusion sur France 2, le 6 janvier 2016, le téléfilm a été regardé par 2 772 000 téléspectateurs, en France, soit 11,1 % de part d'audience. Il est rediffusé le 18 décembre 2018.